# COVID-19 a l'embaràs
L'efecte de la COVID-19 en l'embaràs no es coneix del tot a causa de l'absència de dades fiables. Els resultats d'un estudi limitat a la Xina mostren que les característiques clíniques de la pneumònia COVID-19 en dones embarassades són similars a les de dones no embarassades. A data de març de 2020, no hi ha cap evidència de transmissió vertical de COVID-19 de mare a nadó en l'últim trimestre d'embaràs. Les prediccions basades en infeccions similars com la SARS i MERS suggereixen que les dones embarassades tenen major risc d'infecció severa.

## Estudis sobre COVID-19 en l'embaràs
Un estudi de nou dones infectades en el tercer trimestre d'embaràs en Wuhan (Xina) va mostrar la presència de febre (en sis de nou pacients), mal de músculs (en tres), mal de coll (en dos) i sensació de malestar (en dos). Hi va haver patiment fetal en dos. Cap de les dones va desenvolupar la pneumònia COVID-19 severa o morir. Totes van tenir naixement vius i no es va observar cap asfíxia neonatal severa. Les mostres de llet materna, líquid amniòtic, sang de cordó umbilical i gola neonatal van ser testades per SARS-CoV-2, i tots els resultats van ser negatius. Tanmateix, aquest estudi és massa petit per arribar a conclusions sòlides sobre la naturalesa del COVID-19 en l'embaràs. Informes de mitjans de comunicació indiquen que més de 100 dones amb COVID-19 podrien haver donat a llum, ia data de març de 2020 no s'ha informat de cap mort materna. S'ha informat de dos nounats infectats amb COVID-19, però la transmissió probablement va tenir lloc en el període de postpart.

## Recomanacions
El Centre per a Control de Malalties dels Estats Units aconsella a les dones embarassades fer les mateixes coses que el públic general per evitar la infecció. (Vegeu Prevenció).
L'OMS recomana a més mantenir la distància social respecte a altres persones, no tocar-se els ulls, nas i boca, practicar la higiene respiratòria (cobrir-se la boca i nas amb el colze o un mocador en tossir o esternudar - i llençar el mocador immediatament -) i, de tenir febre, tos o dificultats per respirar, buscar atenció mèdica d'acord amb les indicacions sanitàries locals. L'OMS indica també que les dones embarassades que presentin símptomes han de ser prioritzades per al test de COVID-19, i que les dones embarassades i aquelles que han donat a llum recentment han de mantenir les seves cites de seguiment rutinàries.
L'OMS recorda que totes les dones embarassades, incloent-hi les que tinguin o se sospiti que tinguin COVID-19, tenen el dret a un seguiment de qualitat abans, durant i després del part. Això inclou la salut prenatal, del nounat, postnatal, i la salut mental. Una experiència de part positiva inclou:
- Ser tractada amb respecte i dignitat;
- La presència d'un/a acompanyant de la seva elecció durant el part;
- Comunicació clara per part de professionals sanitaris;
- Estratègies apropiades de tractament del dolor:
- Mobilitat durant el part quan sigui possible, i elecció de la posició de part.

Si se sospita o confirma la presència de COVID-19, els professionals sanitaris han de prendre mesures per reduir el risc d'infecció per a si mateixos i per als altres, incloent-hi l'ús de roba protectora. No es recomana la cesària llevat que resulti mèdicament necessària. La lactància materna és possible si la mare així ho desitja, i si està infectada d'COVID-19 ha de realitzar la higiene respiratòria, amb màscara si és possible, rentar-se les mans abans i després de tocar al nadó, i netejar i desinfectar sovint les superfícies tocades. Múltiples grups i associacions han recordat que tot i la pandèmia global del COVID-19 de 2019/20, les dones embarassades mantenen intacte el seu dret a decidir ia no ser exposades a protocols de part que atemptin contra la seva integritat física.